# Runología
La runología es el estudio los alfabetos rúnicos, las inscripciones rúnicas y su historia. La runología es una rama de la filología de las lenguas germánicas. 

## Historia
La runología se inició con Johannes Bureus (1568-1652) que estaba muy interesado en la lingüística de la «lengua de los gautas» (Götiska språket), actualmente conocido como nórdico antiguo. Aunque también consideraba las runas como símbolos sagrados y mágicos.
El estudio de las runas fue continuado por Olof Rudbeck (1630-1702) y presentada en su recopilación Atlantica. Posteriormente el físico Anders Celsius (1701-44) extendió la ciencia de las runas y viajó por toda Suecia para examinar los bautastenar (megalitos, actualmente denominados piedras rúnicas). Jón Ólafsson de Grunnavík escribió en 1732 otro de los primeros tratados sobre el tema, Runologia.
Bastantes inscripciones rúnicas eran ya bien comprendidas en el siglo XIX. Wilhelm Grimm trató las runas marcómanas en 1821 (Ueber deutsche Runen, capítulo 18, pp. 149-159). 
La revista Sveriges runinskrifter especializada en el tema se publica desde 1900. También se dedica a él la revista Nytt om runer que se publica por el departamento de «archivos rúnicos» de Museo de historia cultural de la Universidad de Oslo desde 1985. El proyecto Rundata de la Universidad de Upsala se inició en 1993 con el objetivo de catalogar de forma informática todas las inscripciones rúnicas.